# Juan Fernandez de Andeiro
Juan Fernandez de Andeiro (* 1320 in Coruña, Andeiro-Cambre; † 6. Dezember 1383 in Lissabon), portugiesisch João Fernandes (de) Andeiro, später ernannt zum Grafen von Ourém, war ein Adliger aus Galicien, der im Königreich Galicien geboren wurde und der von dort aus in das Königreich Portugal einwanderte mit der Absicht, den Brudermord von König Heinrich II. von Kastilien an König Peter I. von Kastilien zu rächen. Er hatte eine sehr wichtige Rolle in den politischen Ereignissen in Portugal im letzten Quartal des 14. Jahrhunderts. Er wurde später bekannt als der Graf von Andeiro.

## Biografie
Möglicherweise war er der Sohn von Jonathan Rodrigues Andeiro, dem Ferdinand I von Portugal am 17. Oktober 1374 alle Besitztümer über das Brot und den Wein, die in Moita Pedro Capilla, Notar von Atouguia, hatte, übergab.
Er kämpfte im Ersten Kastilischen Bürgerkrieg, in der die Halbbrüder Heinrich von Trastámara und Peter I „der Grausame“ um den Thron Kastiliens kämpften. Dabei war er auf der Seite von Peter I. Nach dem Sieg Heinrichs, der später als Heinrich II bekannt wurde, und dem Tod Peters I, der von Heinrich begangen wurde, floh Juan Fernandez de Andeiro mit anderen Anhängern Peters I. von Kastilien in Richtung Portugal, um Peter I von dort aus zu rächen. Dabei ermutigte er Ferdinand I, Krieg gegen Heinrich zu führen, in der Hoffnung, ihn so vom Thron stürzen zu können und so sein Ziel zu erreichen. Dieser Krieg wurde dann bekannt als der Erste Ferdinandinische Krieg. Für seine Handlung ernannte man ihn zum Graf von Ourém.
Nach dem Krieg war er Verbindungsmann zwischen John of Gaunt, den Herzog von Lancaster und Sohn von Heinrich III von England, und Ferdinand I zwischen 1371 und 1381. Als solcher trug er ebenfalls zu den letzten beiden Ferdinandinischen Kriege bei, indem er beteiligt war an der Bildung der entsprechenden Bündnisse zwischen Portugal und England, die zu diesen Kriegen führten. In dieser Funktion wurde er ebenfalls, mit der Zeit, der Anführer der Peter-Sympathisanten. 

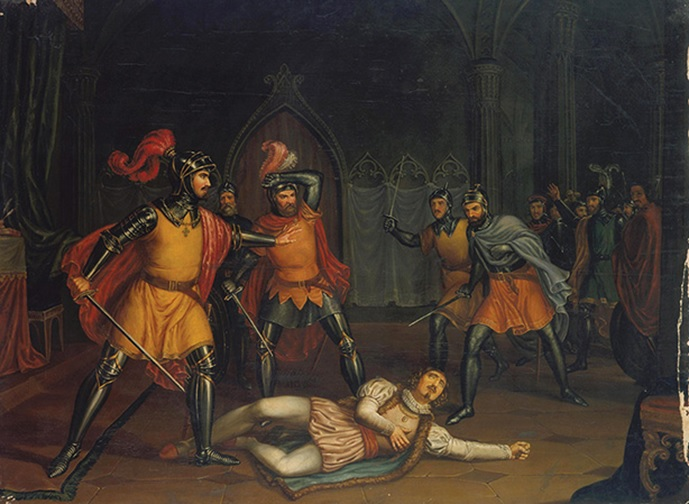
Tod des Grafen Andeiro (Museu Nacional de Soares dos Reis, Porto)

Während dieser Zeit wurde er so zusätzlich, aufgrund dieser Kontakte, zum Liebhaber der Königin von Portugal, Leonore Teles de Meneses. Sie machte ihn mit der Zeit auch aufgrund dieser Beziehung zu ihrem Günstling, was seine Macht zusätzlich vergrößerte, aber auch den Zorn vieler hervorrief. Als solcher arrangierte er auch später als Vermittler im Frühjahr 1383 den Vertrag von Badajoz, der den letzten Ferdinandinischen Krieg endgültig beendete. Seine Rolle in diesem Vertrag, in der viele ihn als eine Annektierung Portugals durch Kastilien sahen, vergrößerte noch mehr den Zorn in Portugal auf ihn. 
Nach dem Tode Ferdinands I am 22. Oktober 1383 wurde die Beziehung zwischen Andeiro und der Königin öffentlich, als die Königin, die jetzt Regentin war, gemeinsam mit ihm regierte. Das, die pro-kastilische Einstellung der Königin und ihres Liebhabers und der Wunsch, die Unabhängigkeit Portugals zu wahren, die durch Kastilien nach dem Tod des Königs Ferdinand I von Portugal gefährdet war, führten zur Portugiesischen Revolution von 1383, die Ende 1383 gegen die Regentin begann. Bei diesem erfolgreichen bewaffneten Aufstand gegen die Regierenden übernahm der Meister von Avis, Halbbruder Ferdinands I und zukünftiger Johann I von Portugal, die Macht mit Hilfe seiner Anhänger. Dabei drangen sie auch in den Palast der Königin, wo Johann von Avis persönlich den Grafen selbst ermordete, während die Königin später ins Exil geschickt wurde. Bevor sie ins Exil nach Kastilien ging, begrub sie den Grafen von Ourém in der Martinskirche. Die Bewegung der Peter-Sympathisanten starb mit ihm.
In Kastilien angekommen, bat sie Johann I von Kastilien um Hilfe wegen des Geschehenen und um Rache wegen der Ermordung von Fernandez de Andeiro. Johann I, der seinen Anspruch auf den portugiesischen Thron gefährdet sah, willigte ein, und versuchte mit Hilfe seiner Truppen Portugal zu erobern. 1385 endete sein Vorhaben durch seine vernichtende Niederlage in der Schlacht von Aljubarrota mit seinem Scheitern und Johann von Avis konnte sich so endgültig als Johann I, König von Portugal, in ganz Portugal etablieren.
Der Graf Juan Fernandez de Andeiro war mit Frau Mayor Fernandez de Moscoso, die Witwe des galicischen Ritters Fernán Becerra, verheiratet. Beide hatten zusammen einen Sohn und vier Töchter.

## Bibliografie
- McMurdo, Edward (1888) "The history of Portugal". Volume 2. (englisch).
- Olivera Serrano, César (2005). Beatriz de Portugal. La pugna dinástica Avís-Trastámara. CSIC. ISBN 9788400083434. (spanisch).
- Schäfer, Heinrich (1836). Geschichte von Portugal. Band 1.
- Schäfer, Heinrich (1839). Geschichte von Portugal. Band 2.

| Personendaten    | Personendaten             |
| ---------------- | ------------------------- |
| NAME             | Juan Fernandez de Andeiro |
| ALTERNATIVNAMEN  | Graf von Andeiro          |
| KURZBESCHREIBUNG | Adliger in Galicien       |
| GEBURTSDATUM     | 1320                      |
| GEBURTSORT       | Coruña, Andeiro-Cambre    |
| STERBEDATUM      | 6. Dezember 1383          |
| STERBEORT        | Lissabon                  |